# Maja Bay Østergaard
Maja Bay Østergaard (Silkeborg, 27 maart 1998) is een voetbalspeelster uit Denemarken. Ze speelt als doelverdediger voor Växjö DFF in de Damallsvenskan.

## Clubcarrière
Østergaard kwam uit voor Vildbjerg SF alvorens ze voor Elitedivisionen club FC Thy-Thisted Q ging spelen. Met deze club won ze in het seizoen 2020/21 de Deense beker. In het voorgaande en volgende seizoen eindigde ze met FC Thy-Thisted Q de tweede plaats van de Deense beker. In december 2023 maakte Østergaard een transfer naar het Zweedse Växjö DFF.

## Statistieken
| Seizoen | Club             | Land       | Competitie      | Wedstrijden | Doelpunten |
| ------- | ---------------- | ---------- | --------------- | ----------- | ---------- |
| 2018/19 | FC Thy-Thisted Q | Denemarken | Elitedivisionen | 24          | 0          |
| 2019/20 | FC Thy-Thisted Q | Denemarken | Elitedivisionen | 19          | 0          |
| 2020/21 | FC Thy-Thisted Q | Denemarken | Elitedivisionen | 20          | 0          |
| 2021/22 | FC Thy-Thisted Q | Denemarken | Elitedivisionen | 24          | 0          |
| 2022/23 | FC Thy-Thisted Q | Denemarken | Elitedivisionen | 21          | 0          |
| 2023/24 | FC Thy-Thisted Q | Denemarken | Elitedivisionen | 14          | 0          |
| 2024    | Växjö DFF        | Zweden     | Damallsvenskan  | 26          | 0          |
| 2025    | Växjö DFF        | Zweden     | Damallsvenskan  | 2           | 8          |
| Totaal  | Totaal           | Totaal     | Totaal          | 150         | 0          |

Laatste update: 2 april 2025

## Interlandcarrière
Østergaard werd in maart 2022 voor het eerste geselecteerd voor het Deense nationale team in maart 2022. Tijdens de Tournoi de France in februari 2023 maakte ze uiteindelijk haar debuut in een wedstrijd tegen Noorwegen. Op 30 juni 2023 werd Østergaard opgenomen in de Deense selectie voor op het WK 2023 in Australië en Nieuw-Zeeland. Hier behaalde Denemarken de achtste finales, die verloren ging tegen gastland Australië. In april 2024 keepte Østergaard in de EK 2025 kwalificatiereeks.